# Legio III Herculia

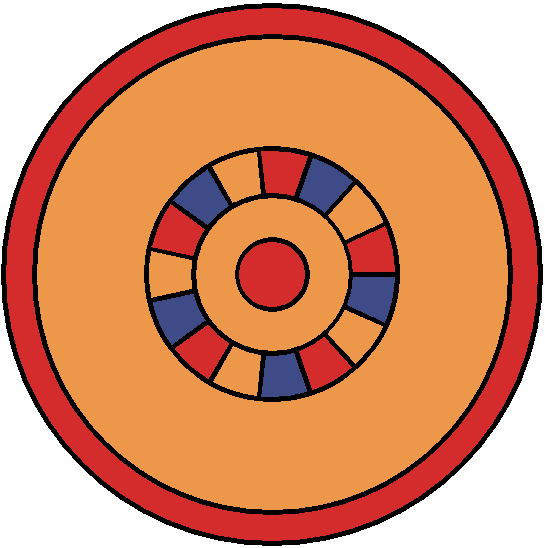
Schildbemalung der Tertia Herculea im frühen 5. Jahrhundert

Die Legio III Herculia („die dem Herkules geweihte 3. Legion“) war eine Legion der spätantiken römischen Armee, die von Diokletian (284–305) vermutlich zu Beginn seiner Herrschaft aufgestellt wurde und bis ins 5. Jahrhundert bestand. Der Beiname der Legion nimmt auf dessen Mitkaiser Maximian Bezug, der seine Herrschaft unter den Schutz des Herkules gestellt hatte.
Möglicherweise zählte die Legion ursprünglich zu den Limitanei (Grenzheer) und war für die Verteidigung der Provinz Raetia eingesetzt. Im Laufe des 4. Jahrhunderts wurde sie in die Comitatenses (Feldheer) eingereiht. Noch im frühen 5. Jahrhundert stand die Tertia Herculea unter dem Oberbefehl des Magister peditum und gehörte zur Armee des Comes Illyrici, dem auch der Schutz Raetias oblag, zusammen mit der raetischen Stammlegion, der Legio III Italica.